# Muzeum Historii Włocławka
Muzeum Historii Włocławka – jeden z oddziałów Muzeum Ziemi Kujawskiej i Dobrzyńskiej we Włocławku. Znajduje się na trasie Szlaku Piastowskiego. 

## Lokalizacja
Muzeum mieści się w trzech zabytkowych barokowych kamienicach usytuowanych przy Starym Rynku w centrum miasta. Dwie z nich, znajdujące się przy Starym Rynku 14 i 15, wzniesione w XVI i XVIII w. są nielicznymi zachowanymi kamienicami mieszczańskimi we Włocławku. Trzecia kamienica, znajdująca się przy ul. Szpichlernej 19, pochodzi z XIX wieku. 

## Historia

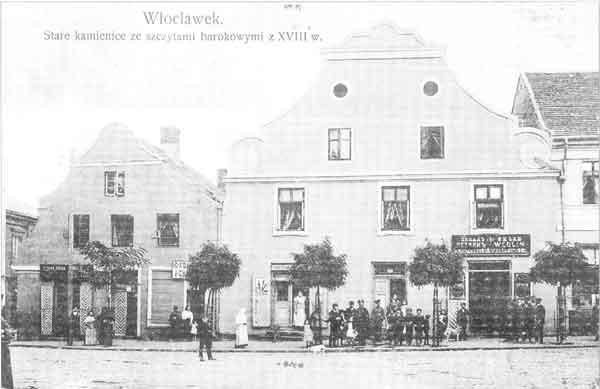
Barokowe kamienice przy ul. Stary Rynek 14 i 15 we Włocławku na fotografii Bolesława Sztejnera sprzed 1913 roku

Decyzję o przekazaniu kamienic dla Muzeum podjęło Prezydium Miejskiej Rady Narodowej w 1966 r. Fundusze na wykupienie kamienic, wykwaterowanie rodzin oraz opracowanie dokumentacji, przeznaczyły władze miejskie i Wojewódzki Konserwator Zabytków w Bydgoszczy.
W latach 1967–1972 trwały prace budowlane i adaptacyjne, dostosowujące przestrzeń budynków do potrzeb ekspozycji stałych muzeum. Muzeum zostało otwarte 3 grudnia 1972 r. W jego wnętrzach zgromadzono zabytki ilustrujące historię miasta i  jego związki z Kujawami oraz ziemią dobrzyńską. Muzeum stało się siedzibą i magazynem zbiorów dla działów: Archeologicznego, Historycznego, Numizmatycznego i Metrologii Historycznej. 
W 2013 r. z powodu bardzo złego stanu budynków, na czas gruntownego remontu, muzeum zostało zamknięte dla zwiedzających. Prace remontowe rozpoczęły się 1 lutego 2013 roku. Po wykonaniu części remontu, roboty przerwano w 2014 r. z powodu braku funduszy na  ten cel w budżecie województwa. Dopiero w 2017 r. zaplanowano środki na zakończenie modernizacji muzeum i organizację ekspozycji stałych. Ponowne otwarcie nastąpiło 3 grudnia 2018 r. W tym dniu udostępniono nowe wystawy prezentujące historię Włocławka i regionu od pradziejów, aż do końca lat 80. XX wieku.

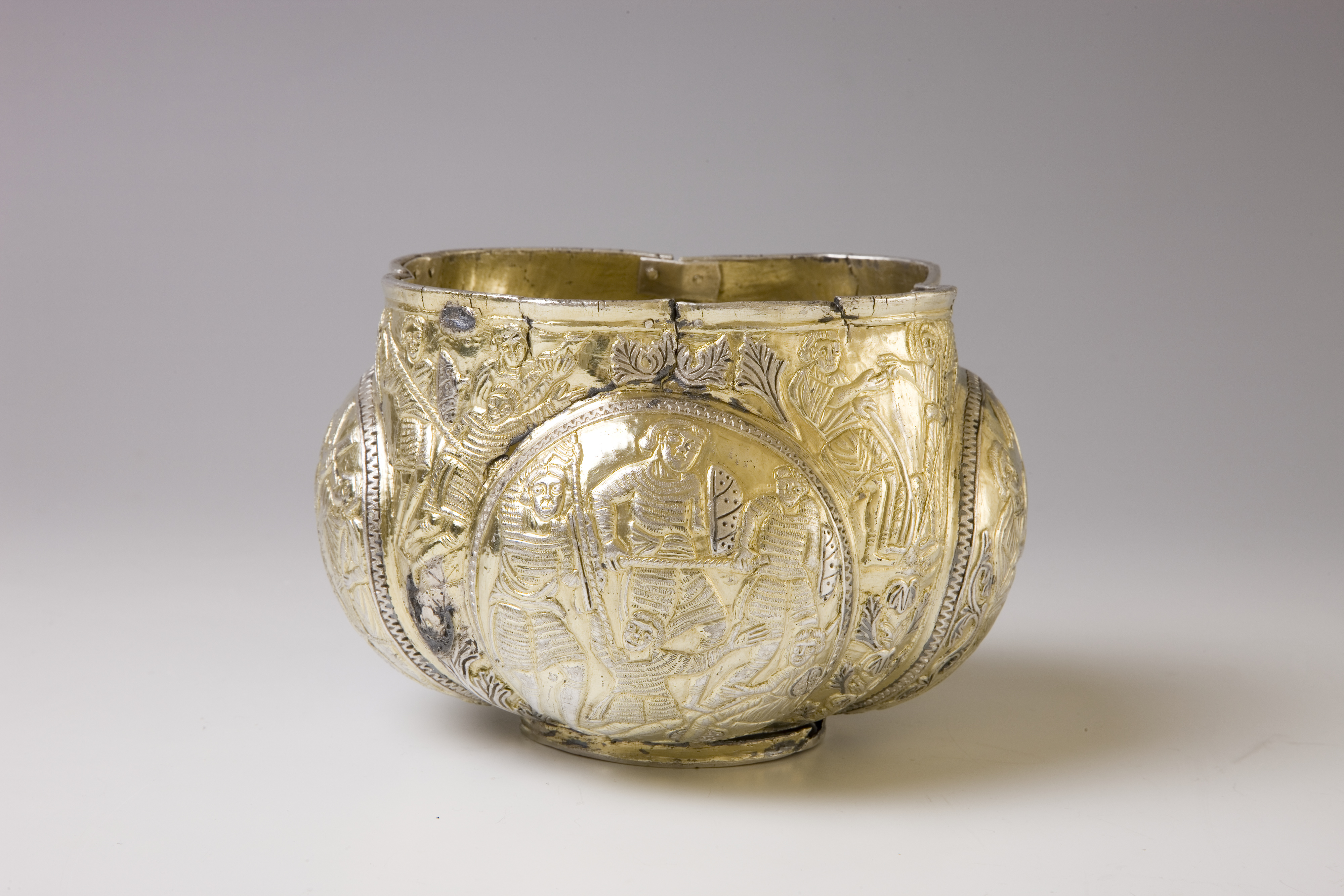
Czara włocławska, pochodząca z I poł. X wieku.

## Struktura
Podstawowe działy muzeum to:
- Dział Archeologiczny
- Dział Historyczny
- Dział Numizmatyczny

## Zbiory
Wystawa stała – „Dzieje Włocławka i regionu od pradziejów do PRL”, wyodrębniono tutaj 9 tematycznych przestrzeni ekspozycyjnych:
- Pradzieje Kujaw i ziemi dobrzyńskiej (12 000 p.n.e.–V w. n.e.)
- Początki Civitas Vladislavia (IX–XV wiek)
- W Rzeczypospolitej Obojga Narodów (XVI–XVIII w.)
- Niespełnione nadzieje wolności (1806–1864)
- W cieniu fabrycznych kominów  (1816–1914)
- Na progu niepodległości (1914–1921)
- W Drugiej Rzeczypospolitej (1918–1939)
- W latach II wojny światowej (1939–1945)
- W szaro-czerwonym świecie PRL (1945–1989)

Wystawy oparte są w całości o obiekty pochodzące ze zbiorów Muzeum Ziemi Kujawskiej i Dobrzyńskiej we Włocławku.
W zbiorach muzeum znajduje się kopia czary włocławskiej. Oryginał pochodzący z I poł. X w. znajduje się obecnie w Muzeum Narodowym w Krakowie.

## Galeria

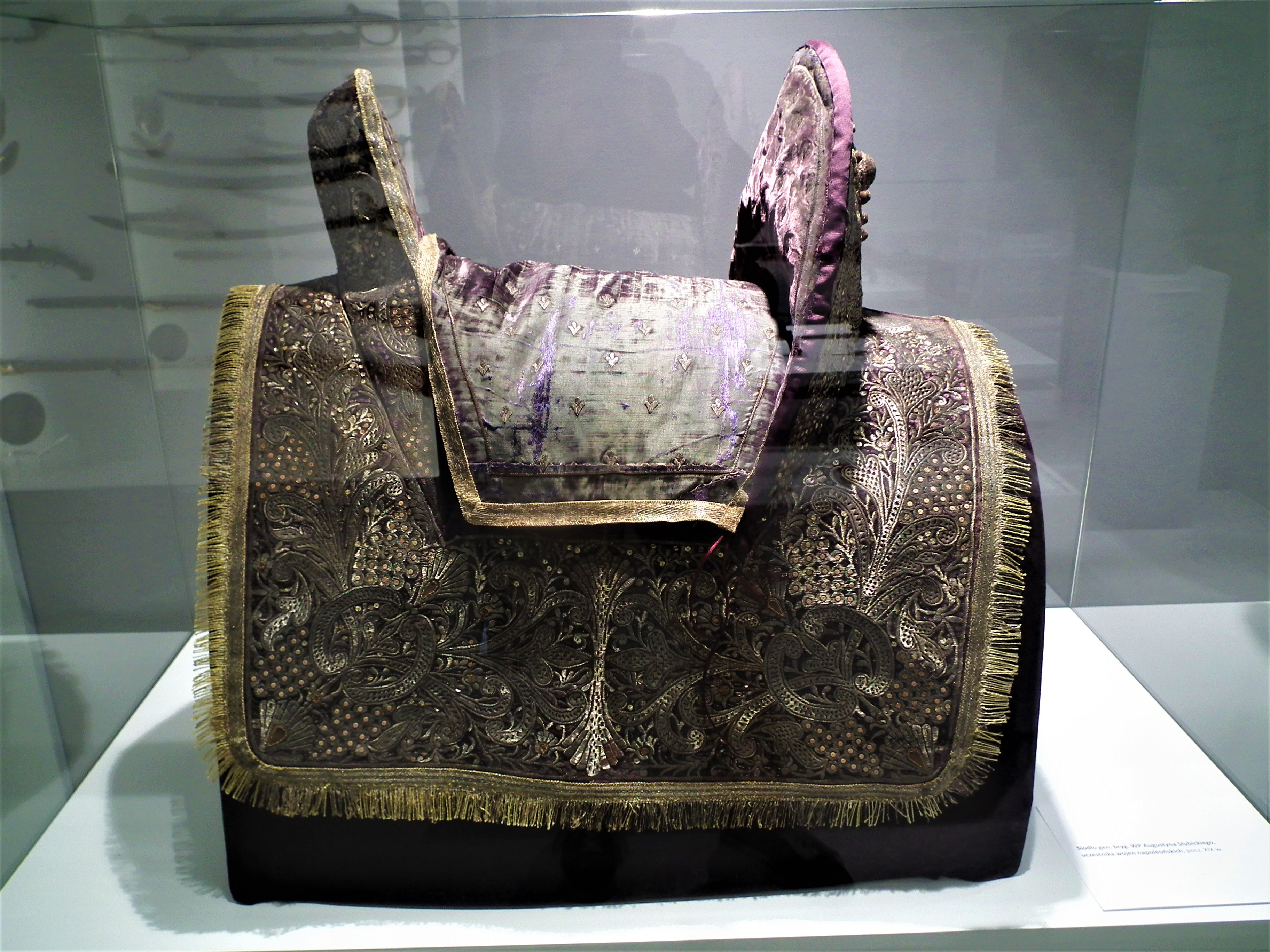
Siodło Augustyna Słubickiego
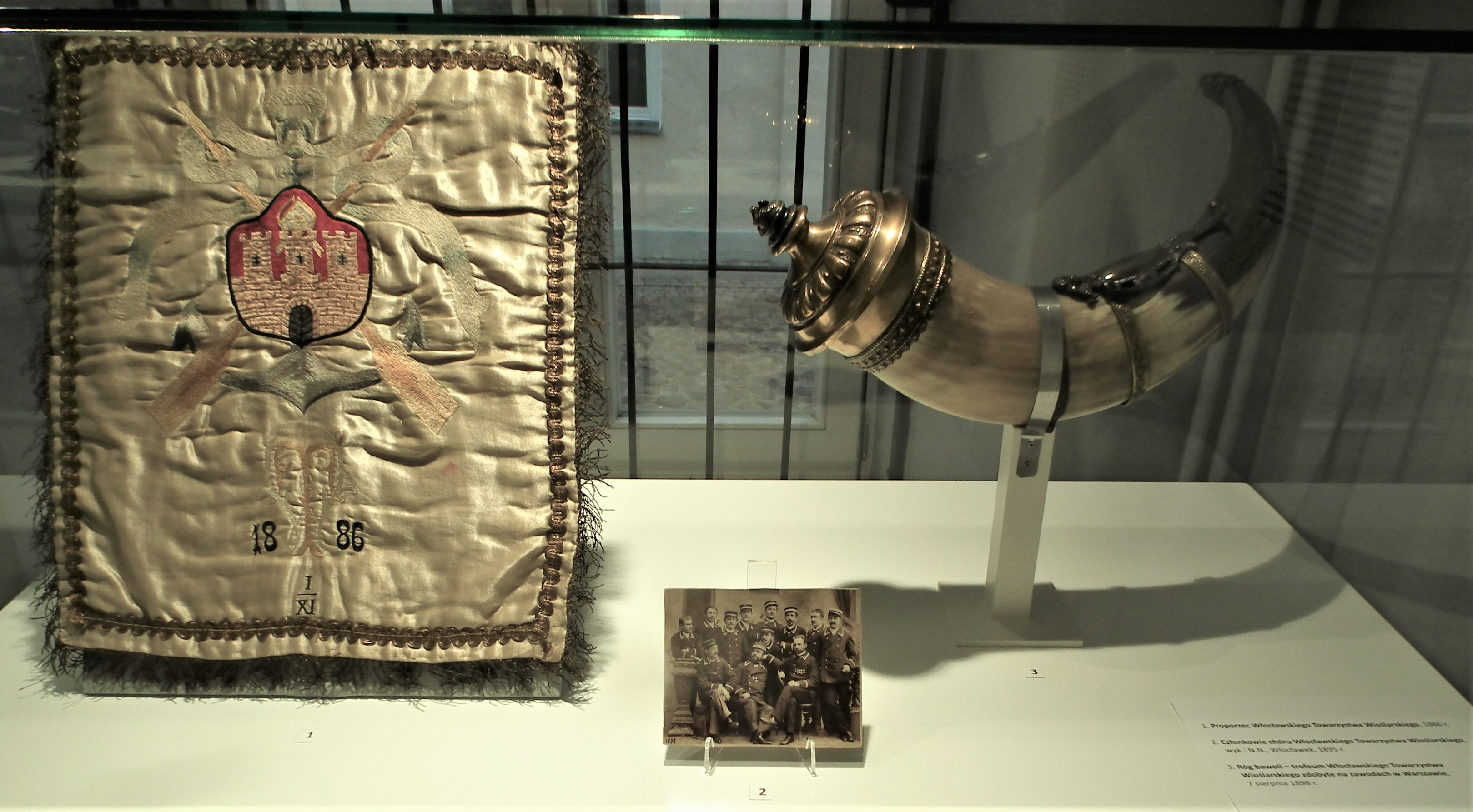
Pamiątki Włocławskiego Towarzystwa Wioślarskiego
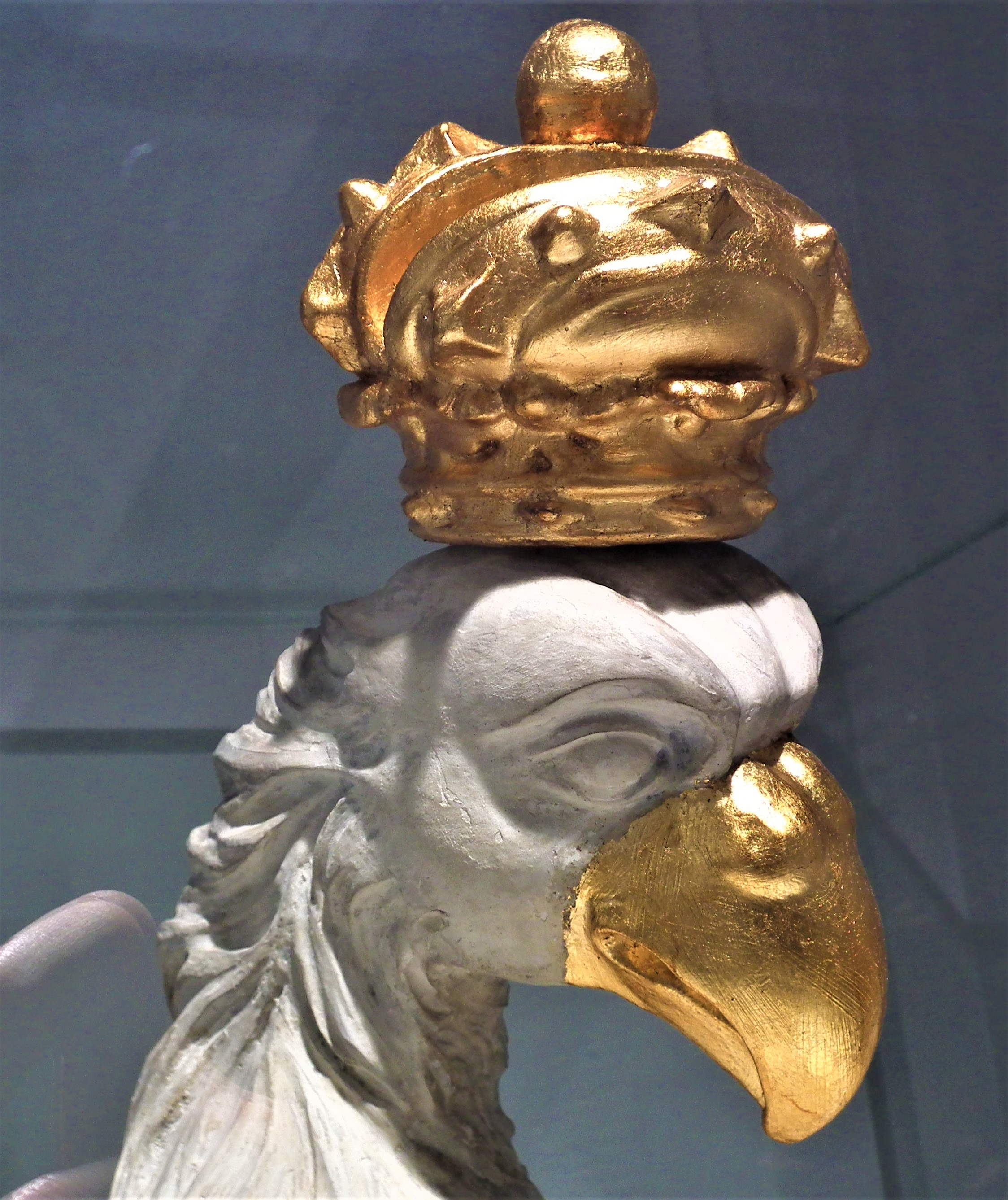
Rzeźba Orła Białego wg tradycji umieszczonego na budynku ratusza
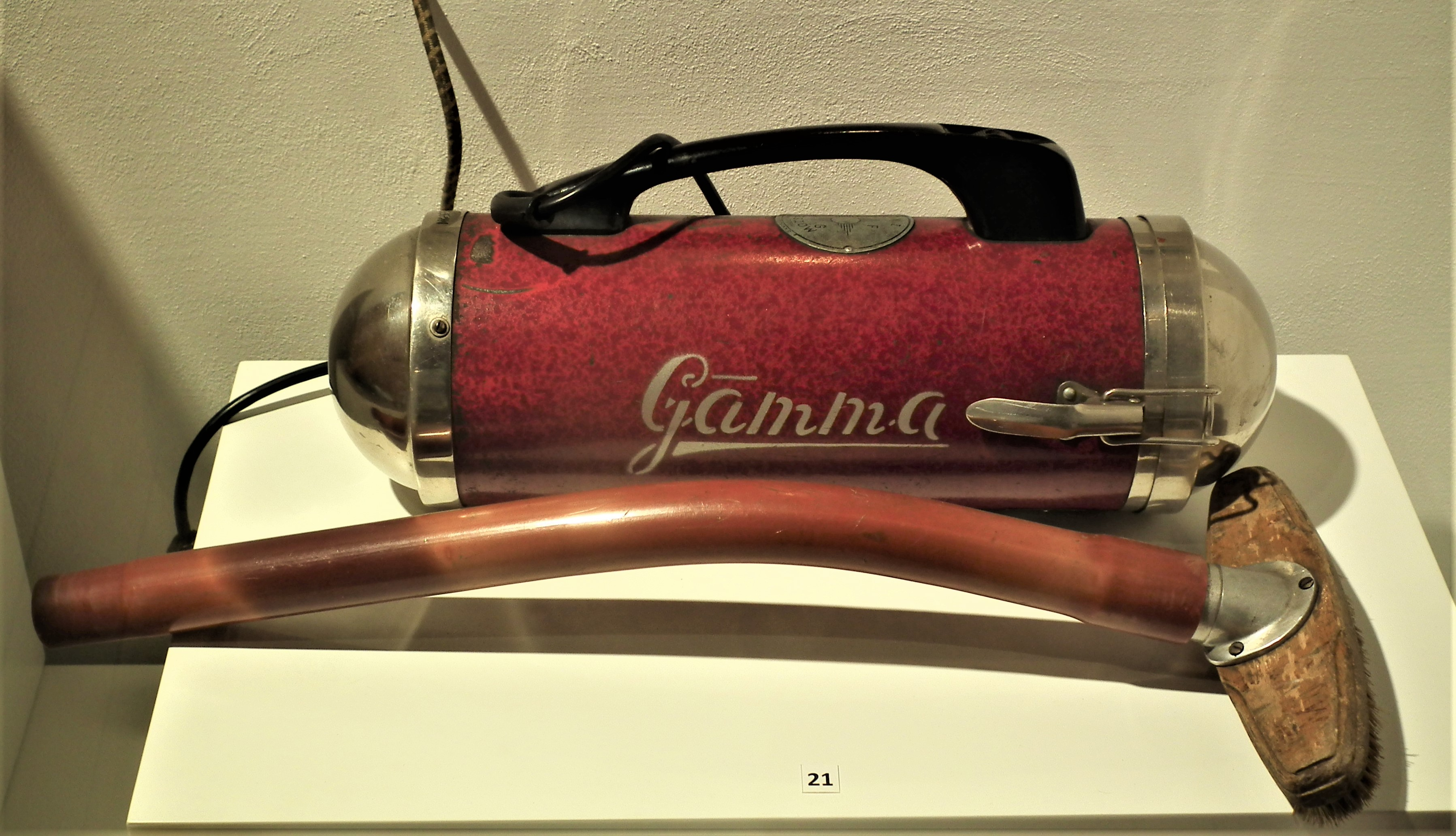
Odkurzacz Gamma
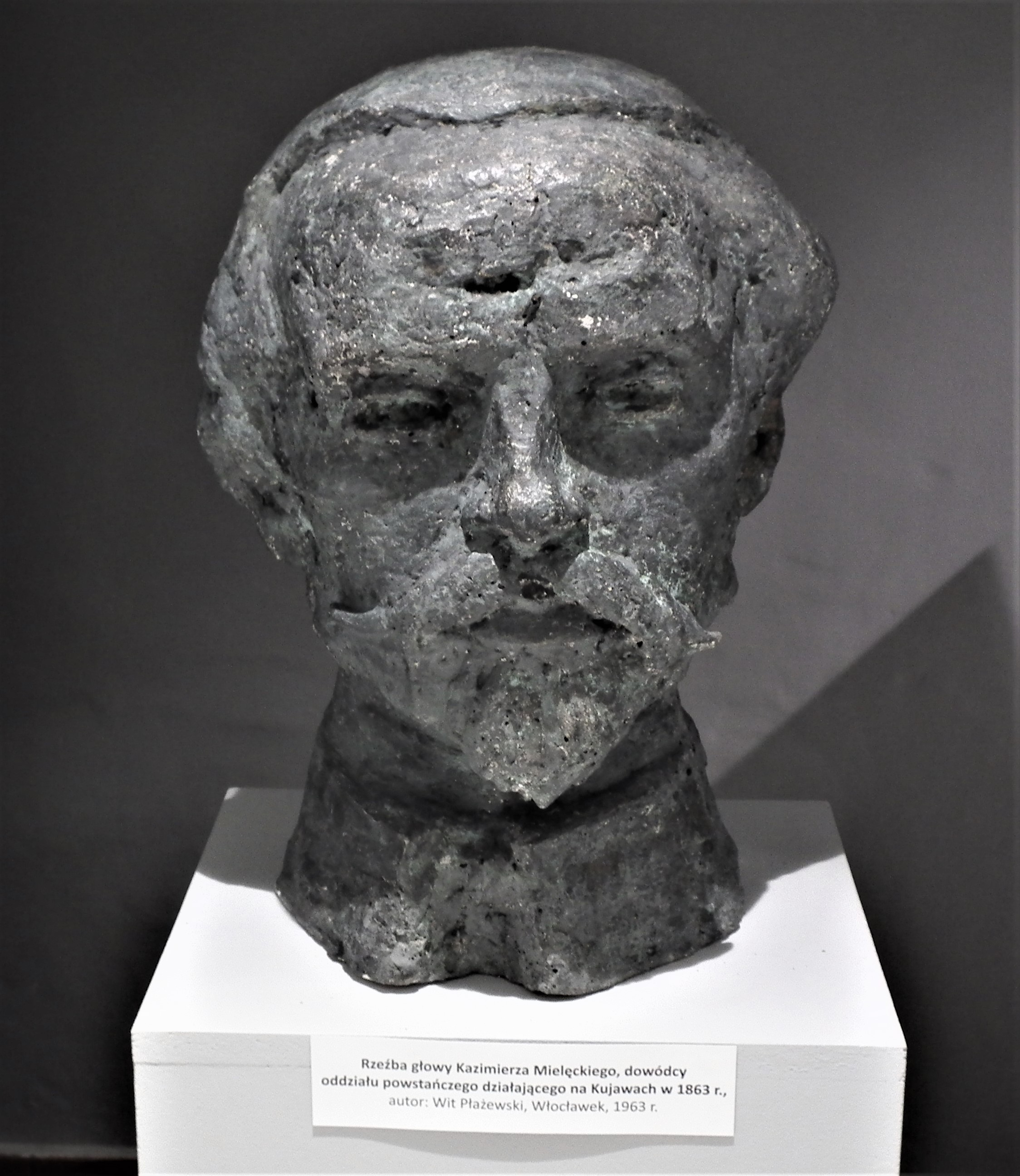
Kazimierz Mielęcki - rzeźba Wita Płażewskiego
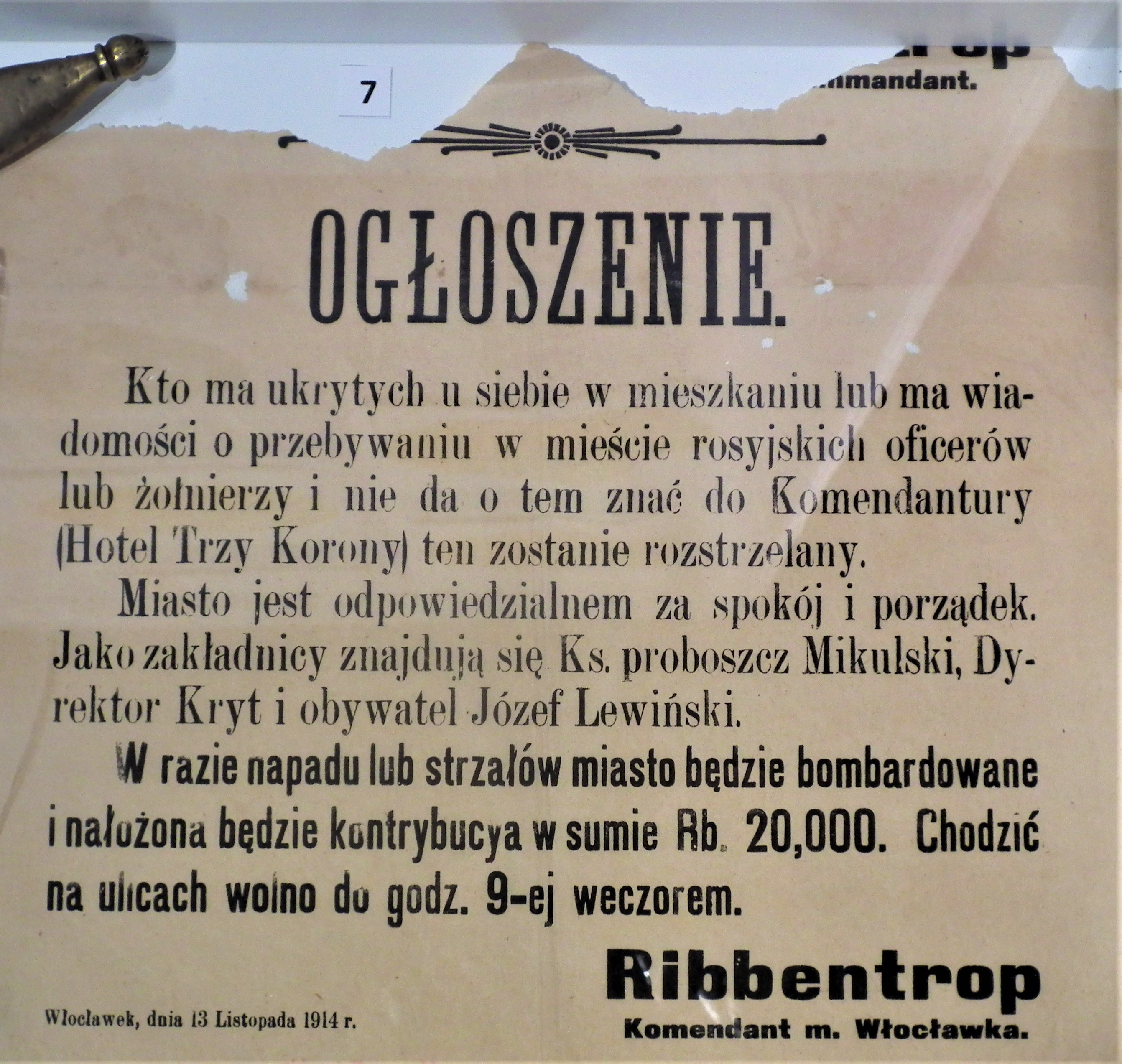
Ogłoszenie Ribbentropa, Włocławek - 1914 r.
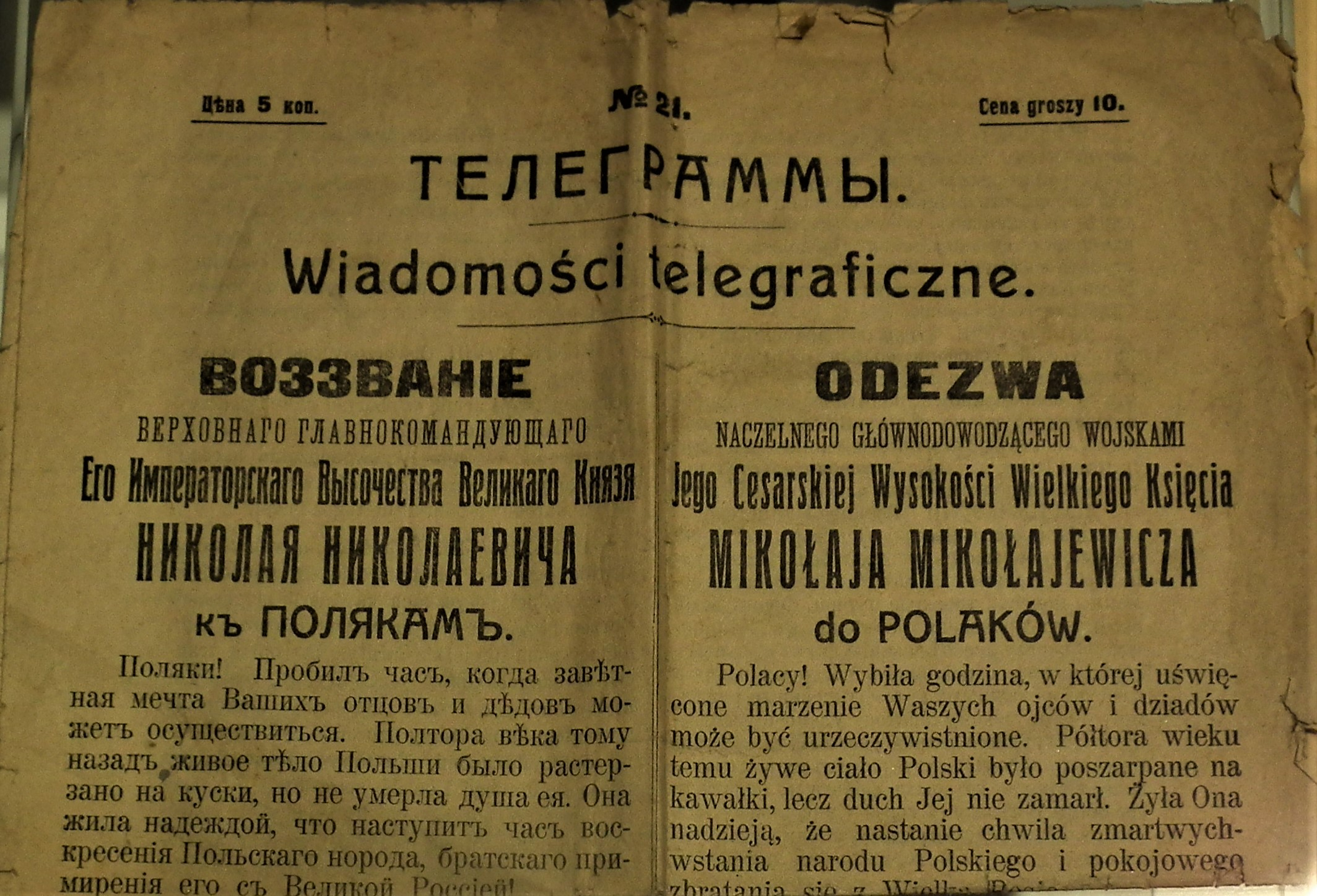
Carska odezwa w Wiadomościach telegraficznych
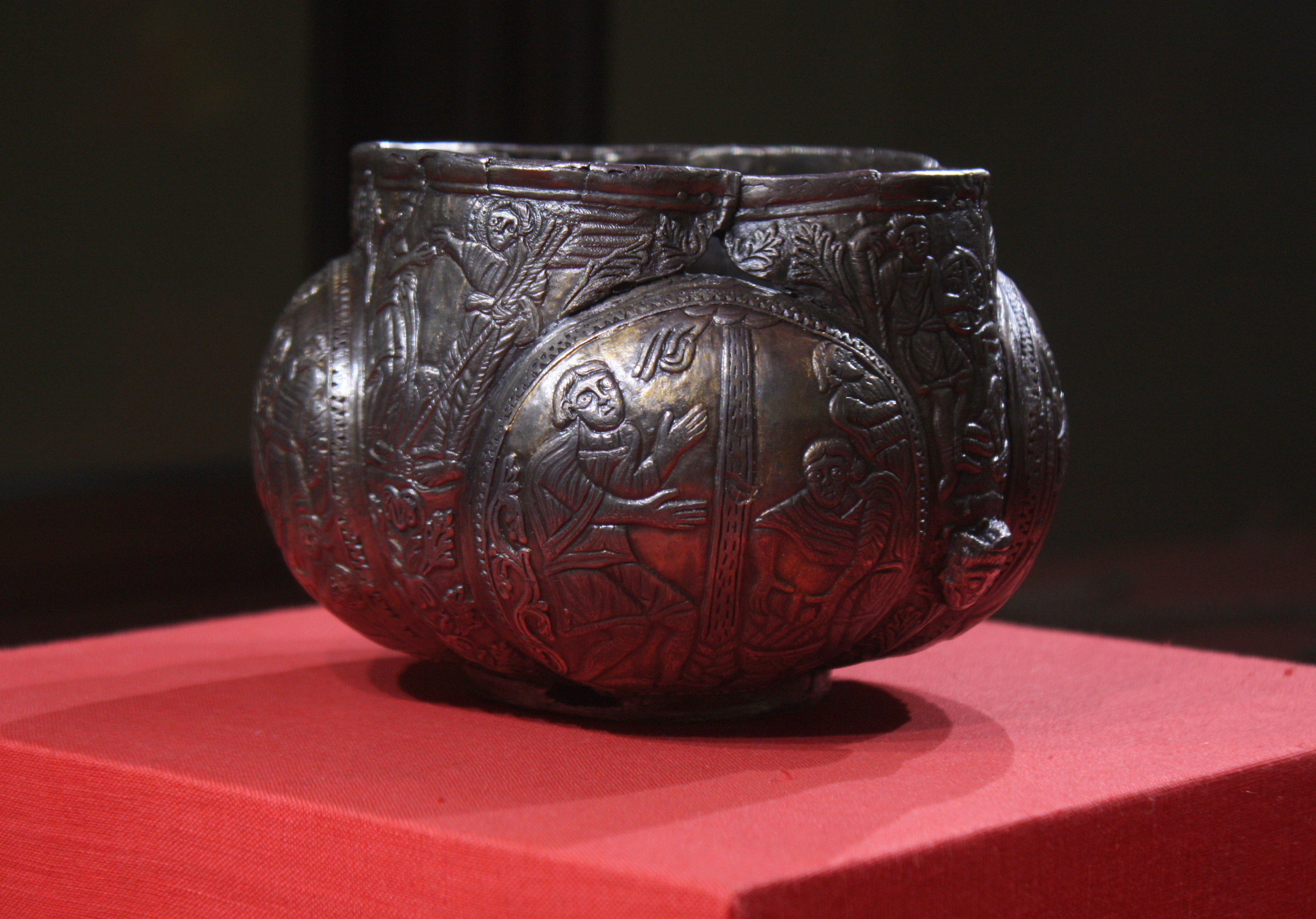
Kopia Czary Włocławskiej